# Герб Сретенска
Герб муниципального образования городское поселение «Сре́тенское» муниципального района Сретенский район Забайкальского края Российской Федерации — опознавательно-правовой знак, служащий официальным символом муниципального образования.
Герб утверждён Решением № 174 Совета городского поселения «Сретенское» 6 сентября 2011 года.
Герб внесён в Государственный геральдический регистр Российской Федерации под регистрационным номером 7235.

## Описание и обоснование символики
Геральдическое описание (блазон) гласит:
В лазури три серебряных овальных слитка, один над другим, увеличивающихся сверху вниз
В 2011 году решением совета городского поселения была восстановлена городская часть исторического герба.
Реконструкция исторического герба показывает непрерывность жизни города, историческую преемственность и связь многих поколений сретенцев, бережное отношение к своему прошлому и традициям.
Серебряные слитки в гербе города указывают на исторический промысел, ставший в XVIII столетии залогом развития города.
Серебро — символ чистоты, совершенства, мира и взаимопонимания.
Голубой цвет — символ чести, благородства, духовности, возвышенных устремлений; голубой — цвет бескрайнего неба и водных просторов.

## История
Город Сретенск был основан в 1689 году (по другим данным после 1704 года) как зимовье, а спустя некоторое время здесь был построен острог. Статус города Сретенск впервые получил в 1789 году, а в 26 октября 1790 года (по старому стилю) для города был Высочайше утверждён герб, подлинное описание которого гласит: 
Въ верхней части щита гербъ Иркутскій. Въ нижней части, въ голубомъ полѣ, положенные слитки серебра, въ знакъ того, что въ округѣ сего города находятся серебряныя руды, гдѣ и сплавливаются
Исторический герб Сретенска, пожалованный в 1790 году, (прежнее название — Стрѣтенск) официально использовался до 1917 года.
В постсоветский период принимались попытки создать новый герб Сретенска. В 90-х годах XX века был выпущен сувенирный значок с проектом нового городского герба, на котором было изображено: «На фоне зелёных сопок и голубого неба судоверфь со строящимся судном на реке Шилке». Данный проект герба утверждению не подлежал.
6 сентября 2011 года был утверждён герб и флаг муниципального образования городское поселение «Сретенское».
Герб городского поселения «Сретенское» был реконструирован по историческому гербу Сретенска членами Союза геральдистов России: Константином Мочёновым (Химки); Оксаной Афанасьевой (Москва) — художник и компьютерный дизайн; Кириллом Переходенко (Конаково) — обоснование символики.